# In the Land of Grey and Pink
In the Land of Grey and Pink è il terzo album dei Caravan.
Ritenuto da molti il loro capolavoro, è considerato una delle opere più rappresentative della scena di Canterbury e del rock progressivo in generale. L'alto livello artistico del disco si è accompagnato a un buon successo commerciale, che ha fruttato alla band un disco d'oro.

## Il disco
Le tracce leggere, melodiche e solari si intrecciano a testi bizzarri espressi con elegante ironia dalle flautate voci di Pye Hastings e Richard Sinclair, incarnando lo spirito gioioso del gruppo. Con questo lavoro i Caravan raggiungono la maturità artistica e compiono un ulteriore salto di qualità rispetto al convincente album precedente. I frequenti assoli dei fiati del fratello di Pye, Jimmy Hastings, di nuovo ospite aggiunto, danno risalto al lato fiabesco dell'album.
Un piccolo contributo viene offerto da Paul Beecham, che apre Golf Girl con il trombone, e dall'ingegnere del suono Dave Grinstead con il sintetizzatore che riproduce il suono di un cannone, una campana e uno strumento a fiato su Nine Feet Underground.
La classica Golf Girl e la title track, scritte da Richard Sinclair con vellutata ironia, diventano brani cult per i sempre più numerosi ammiratori della band. Quella che viene considerata da molti il capolavoro dei Caravan è la lunga suite Nine Feet Underground, scritta da un ispirato David Sinclair, il cui organo spazia con disinvoltura tra vari stili e stati d'animo, contrappuntato dalla chitarra di Pye Hastings, e accompagnato con puntualità dal basso del cugino Richard e dalla batteria di Richard Coughlan. La traccia, che venne chiamata così perché fu composta da David in uno sgabuzzino sotterraneo fondendo insieme tre canzoni, si chiude con un crescendo vertiginoso di jazz-rock. Winter Wine si segnala per un altro armonioso assolo di David al pianoforte.
Dopo la realizzazione del disco, si registra la prima uscita dal gruppo di David Sinclair, che cerca nuove dimensioni con i Matching Mole di Robert Wyatt; tornerà nei Caravan e se ne andrà più volte in seguito.
Nel 2001 è stata pubblicata una versione rimasterizzata contenente cinque tracce aggiuntive, delle quali It's Likely to Have a Name Next Week e Group Girl sono demo di prova delle originali Winter Wine e Golf Girl, mentre Frozen Rose e Aristocracy sono brani realizzati durante le registrazioni originali che non avevano trovato posto nel disco per motivi commerciali.  Il brano Aristocracy venne poi inserito in Waterloo Lily, il quarto album del gruppo.
Nel 2011, per il quarantesimo anniversario dell'album, sono usciti 2 CD e un DVD, che contengono una nuova rimasterizzazione, alcuni inediti e alcuni brani dal vivo registrati nel 1971.
Nel giugno del 2015 la rivista Rolling Stone ha collocato l'album alla trentaquattresima posizione dei 50 migliori album progressive di tutti i tempi.

## Tracce
1. Golf Girl – 5:00 (Richard Sinclair)
2. Winter Wine – 7:36 (Richard Sinclair)
3. Love to Love You (And Tonight Pigs Will Fly) – 3:04 (Pye Hastings)
4. In the Land of Grey and Pink – 5:00 (Richard Sinclair)
5. Nine Feet Underground – 22:43 (David Sinclair)

Durata totale: 43:23

### Bonus tracks (2001)
1. Frozen Rose[7] – 6:12 (Richard Sinclair)
2. Aristocracy[8] – 3:42 (Pye Hastings)
3. It's Likely To have A Name Next Week[9] – 7:48 (Richard Sinclair)
4. Group Girl[10] – 5:04 (Richard Sinclair)
5. Dissassociation/100% Proof[11]

### Bonus tracks (2011)

#### CD1 (album originale + 3 bonus tracks)
1. Frozen Rose[12] – 6:08
2. Love To Love You (And Tonight Pigs Will Fly)[13]
3. Nine Feet Underground[14] – 22:39

#### CD2
1. Aristocracy[12] – 3:15
2. It Doesn't Take A Lot[15] – 3:14
3. Love To Love You (And Pigs Will Fly)[16] – 3:21
4. It's Likely To Have A Title Next Week[17] – 7:48
5. Nigel Blows A Tune[18] – 5:51
6. Group Girl[19] – 5:14
7. Love Song Without Flute[20] – 3:33
8. In The Land of Grey and Pink[20] – 3:44
9. Love To Love You (And Pigs Will Fly)[20] – 3:12
10. Nine Feet Underground[21] – 14:27
11. Feelin' Reelin' Squeelin'[21] – 9:30 (Kevin Ayers)

#### DVD (surround mix dell'intero album + bonus video registrati al Beat Club (TV tedesca) nel luglio del 1971)
1. Golf Girl
2. Winter Wine[22]

## Formazione
- Pye Hastings - chitarra, voce
- David Sinclair - organo, pianoforte, mellotron, cori
- Richard Sinclair - basso, chitarra acustica, voce
- Richard Coughlan - batteria, percussioni

ospiti
- Jimmy Hastings - flauto, sassofono
- Dave Grinstead - cannone, campana e strumento a fiato su Nine Feet Underground
- John Beecham - trombone su Golf Girl